# The Clovers
The Clovers, est un groupe vocal de rhythm and blues, de doo-wop et de rock 'n' roll américain, formé à Washington en 1946. Ils sont l'un des groupes de doo-wop les plus populaires des années 1950 et les créateurs de Love Potion No. 9, devenu un standard du rhythm and blues.

## Biographie
Le groupe se forme autour du baryton Harold Lucas, encore lycéen. Il choisit le nom de The Clovers (« les trèfles ») dans l'espoir que ça leur porte chance. Bientôt rejoint par le ténor John « Buddy » Bailey qui prend la place de chanteur soliste, le deuxième ténor Matthew McQuatter, la basse Harold Winley, et le guitariste Billy Harris, ils commencent d'abord par interpréter un répertoire proche de celui des Ravens et des Orioles.
Ils partent pour New York où ils sortent un premier disque en 1950 pour la firme Rainbow, puis signent début 1951 chez Atlantic où ils enregistrent leur premier tube Don't You Know I Love You, écrit par Ahmet Ertegün. C'est la première chanson de doo-wop accompagnée d'un saxophone. Chacun de leurs titres suivants se classe dans les premières places des charts R&B : Fool, Fool, Fool, One Mint Julep (qui sera repris par Ray Charles), Hey Miss Fanny, I Played The Fool, Ting-A-Ling, Crawlin'... À partir de 1953, les Clovers changent de ténor et deux fois de chanteur soliste, ce qui ne change rien à leur succès. Ils triomphent avec Lovey Dovey, Blue Velvet, Your Cash Ain't Nothing But Trash (écrit par Charles E. Calhoun), etc.
Les Clovers participent au show itinérant d'Alan Freed et tournent dans tous les États-Unis. Ils apparaissent aussi dans le film de 1955 : Rock 'n' Roll Revue. Ils franchissent un nouveau cap en juin 1956 avec le hit Love, Love Love qui se classe à la 30e place du classement des meilleures ventes de disques tous publics. Ils arrivent enfin à séduire le public blanc, mais sont en retour délaissés par le public noir. Leurs disques suivants ne parviennent plus aux meilleures places du classement R&B. Ils quittent alors Atlantic pour le label Poplar créé spécialement pour eux par leur manager, puis chez United Artists en 1958.
Paradoxalement, c'est à cette époque qu'ils enregistrent leur plus gros succès. La composition de Jerry Leiber & Mike Stoller, Love Potion No. 9 se classe n°23 des charts pop et R&B en 1959. C'est cependant leur dernier tube. Balayés par la vague du twist, les Clovers se séparent en 1961. Bailey tente vainement de lancer les New Clovers et Lucas monte Tippie & The Clovers avec Roosevelt « Tippie » Hubbard.
Les membres originaux se reforment en 1964 le temps d'un concert à l'Apollo Theater de Harlem, puis une dernière fois en 1988. Bailey et Winley rejoindront ce qui reste des Ink Spots.
En 1965, The Searchers reprennent Love Potion No.9, et le disque des Clovers est réédité à cette occasion. Le groupe est distingué d'un « Pioneer Award » par la Rhythm and Blues Foundation en 1988.

## Membres
- Harold Lucas, baryton - 1946-1961
- John "Buddy" Bailey (° 1930, Washington)[9], soliste ténor - 1948-1952 / 1954-1961
- Matthew McQuatter, ténor, 1948-1961
- Harold Winley, basse, 1948-1961
- Bill Harris (14 avril 1925, Nashville - 5 décembre 1988, New York)[9], guitare électrique, 1949-1961
- John Phillip, soliste ténor - 1952-1953
- Charlie White, soliste ténor, 1953-1954
- Billy Mitchell († 5 décembre 2002[9], Washington), soliste ténor, 1954-1961
- Thomas Woods, ténor - 1946-1948
- Billy Shelton, basse - 1946-1948